# Joel Gretsch
Joel James Gretsch (ur. 20 grudnia 1963 w St. Cloud) – amerykański aktor telewizyjny, filmowy i teatralny.

## Życiorys
Urodził się w St. Cloud w stanie Minnesota jako syn Barb i Russa. Wychowywał się w Albany z siostrą Jane i bratem Steve. Po studiach aktorskich w Guthrie Theatre w Minneapolis, w 1989 przeprowadził się do Los Angeles, gdzie został zaangażowany do głównej roli w komedii Moliera Świętoszek i jako Danny w spektaklu Danny and the Deep Blue See w Santa Monica.
Swoją karierę na telewizyjnym ekranie rozpoczął od udziału w popularnych serialach, m.in. Świat według Bundych (Married... with Children, 1993), Melrose Place (1994), Przyjaciele (Friends, 1995), JAG – Wojskowe Biuro Śledcze (JAG, 1999) i Agenci NCIS (Navy NCIS: Naval Criminal Investigative Service, 2003). W melodramacie telewizyjnym NBC na podstawie powieści Danielle Steel Album Rodzinny (Family Album, 1994) zagrał geja, najlepszego przyjaciela najstarszego syna (Joe Flanigan) popularnej hollywoodzkiej aktorki i reżyserki Faye Price Thayer (Jaclyn Smith).
Jego kinowym debiutem była rola Bobby'ego Jonesa – legendarnego mistrza golfa i przeciwnika Rannulpha w melodramacie sportowym Roberta Redforda Nazywał się Bagger Vance (The Legend of Bagger Vance, 2000). Nieco później zagrał w dreszczowcu fantastycznonaukowym Stevena Spielberga Raport mniejszości (Minority Report, 2002)  z Tomem Cruise'em i dramacie Klub Imperatora (The Emperor's Club, 2002) u boku Kevina Kline.
W 2004 przyjął rolę detektywa Toma Baldwina, który bada tajemnicę zaginionych w zagadkowych okolicznościach ludzi w [serialu sci-fi CBS 4400 (The 4400).
5 września 1999 ożenił się z aktorką Melanie Shatner, córką popularnego aktora Williama Shatnera. Mają dwie córki: Willow i Kayę.

## Wybrana filmografia

### Filmy
- 1994: Album Rodzinny (Family Album, TV) jako John
- 1999: Kate's Addiction jako Jack
- 2000: Nazywał się Bagger Vance (The Legend of Bagger Vance) jako Bobby Jones
- 2001: Jane Bond jako Przystojniaczek
- 2002: Raport mniejszości (Minority Report) jako Donald Dubin
- 2002: Wybrańcy obcych (Taken) jako Owen Crawford
- 2002: Klub Imperatora (The Emperor's club) jako Pan Sedgewick Bell
- 2006: Dobra matka (The Good Mother) jako Raymond Goode
- 2007: Skarb narodów: Księga tajemnic jako Thomas Gates
- 2009: Push jako Jonah Gant

### Seriale TV
- 1992: Freshman Dorm jako Przystojniak
- 1993: Świat według Bundych (Married... with Children) jako Johnny
- 1994: Melrose Place jako Mitch Sheriden
- 1994: Byle do dzwonka (Saved by the Bell) jako Pan Hartley
- 1995: Przyjaciele (Friends) jako strażak Ed
- 1999: Niebieski Pacyfik (Pacific Blue) jako Mark Lewis
- 1999: Jedwabne pończoszki (Silk Stalkings)
- 1999: JAG – Wojskowe Biuro Śledcze (JAG) jako dowódca Hodge
- 2000: Beyond Belief: Fact or Fiction jako Dan
- 2002: Taken jako Owen Crawford
- 2003: Agenci NCIS (Navy NCIS: Naval Criminal Investigative Service) jako agent specjalny NCIS Stan Burley
- 2003: Kryminalne zagadki Miami (CSI: Miami) jako John Walker
- 2004-2006: 4400 (The 4400) jako Tom Baldwin
- 2006: CSI: Kryminalne zagadki Nowego Jorku (CSI: NY) jako dr Keith Beaumont
- 2006: Prawo i bezprawie (Law & Order: Criminal Intent) jako Jason Raines
- 2009: V: Goście jako Ojciec Jack Landry
- 2013: Lista klientów jako kapitan straży Reese
- 2013–2014: Czarownice z East Endu jako Victor
- 2014: Skorpion jako gubernator Paul Lane
- 2014: Agenci T.A.R.C.Z.Y. jako Hank Thompson
- 2015: Zabójcze umysły jako szeryf Paul Desario